# S/2018 J 2
S/2018 J 2 är en av Jupiters månar. Den upptäcktes år 2018 av Scott S. Sheppard. S/2018 J 2 är cirka 3 kilometer i diameter och roterar kring Jupiter på ett avstånd av cirka 11 490 000 kilometer.
S/2018 J 2 har ännu inte fått något officiellt namn.